# Manoir du Gué
Le Manoir du Gué est un château français situé à La Dorée, dans le département de la Mayenne et la région des Pays de la Loire. C'est un manoir, qui a été aussi utilisé comme presbytère de la Dorée..

## Désignation
- Le lieu seigneurial du Gué, 1601 (Chartrier de Goué).
- La maison seigneurial du Gué, 1679 (Chartrier de Goué).

## Histoire
Ce fut le partage et pendant longtemps la demeure et le titre d'une branche de la Famille de Goué. Les armoiries sont sculptées à un dessus de porte. La branche dite « du Gué et de la Dorée »  s'éteint  en 1725 en la personne de Anne de Goué, comtesse du Plessis-Châtillon.
Les mémoires de la famille racontent que Louis de Goué, qui plus tard fut prêtre et curé de la Dorée, avait porté les armes contre les ligueurs ; qu'il avait été fait prisonnier et amené à Fougères ; qu'enfin un capitaine nommé Mandière, qui avait assassiné Guy de Goué, s'empara du manoir du Gué, s'y fortifia et en fut chassé par Louis de Goué, évadé de sa prison en 1596.

## Sources et bibliographie
- « Manoir du Gué », dans Alphonse-Victor Angot et Ferdinand Gaugain, Dictionnaire historique, topographique et biographique de la Mayenne, Laval, A. Goupil, 1900-1910 [détail des éditions] (BNF 34106789, présentation en ligne)